# QCD 물질
쿼크 물질(영어: Quark matter) 또는 QCD 물질(영어: QCD matter양자 색역학적)은 쿼크와 글루온을 자유도(degree of freedom)로 포함하는 물질의 여러 가설적인 상을 의미하며, 대표적인 예는 쿼크-글루온 플라스마이다. 2019년, 2020년, 2021년에 걸쳐 여러 차례의 학술대회가 이 주제를 다루었다.
쿼크는 극도로 높은 온도 또는 밀도에서 쿼크 물질로 해방되는데, 그중 일부는 아직 이론적인 상태에 머물러 있다. 이는 어떠한 실험실에서도, 특히 평형 조건하에서는 생성할 수 없는 극단적인 조건이 필요하기 때문이다. 이러한 극단적인 조건하에서는 원자핵(쿼크의 속박 상태인 핵자로 구성됨)과 전자가 기본 구성 요소인 익숙한 물질 구조가 파괴된다. 쿼크 물질에서는 쿼크 자체를 기본 자유도로 다루는 것이 더 적절하다.
입자 물리학의 표준 모형에서 강한 상호작용은 QCD 이론으로 설명된다. 일반적인 온도나 밀도에서는 이 힘이 쿼크를 크기가 약 10−15 m = 1 펨토미터 = 1 fm (QCD 에너지 스케일 ΛQCD ≈ 200 메가전자볼트에 해당)인 복합 입자(강입자)에 가두며, 더 긴 거리에서는 그 효과가 눈에 띄지 않는다.
그러나 온도가 QCD 에너지 스케일(T가 1012 켈빈 정도)에 도달하거나, 밀도가 평균 쿼크 간 간격이 1 fm 미만(쿼크 화학 퍼텐셜 μ가 약 400 MeV)이 되는 지점까지 상승하면, 강입자는 구성 쿼크로 녹아내리고 강한 상호작용이 물리학의 지배적인 특징이 된다. 이러한 상을 쿼크 물질 또는 QCD 물질이라고 부른다.
색 힘의 강도는 쿼크 물질의 특성을 기체나 플라스마와 다르게 만들며, 대신 액체와 더 유사한 물질 상태를 이끌어낸다. 고밀도에서 쿼크 물질은 페르미 액체이지만, 고밀도 및 1012 K 미만의 온도에서는 색 초전도 현상을 보일 것으로 예측된다.

## 발생

### 자연 발생
- 대폭발 이론에 따르면, 우주 초기에 우주가 겨우 수십 마이크로초 밖에 되지 않았을 때 고온에서 물질의 상은 쿼크-글루온 플라스마(QGP)라고 불리는 뜨거운 쿼크 물질의 형태로 존재했다.[5]
- 밀집별(중성자별). 중성자별은 1012 K보다 훨씬 차갑지만, 중력 붕괴로 인해 매우 높은 밀도로 압축되어 쿼크 물질이 핵 내부에 존재할 수 있다고 추정하는 것이 합리적이다.[6] 대부분 또는 전체가 쿼크 물질로 구성된 밀집별은 쿼크별 또는 기묘한 별이라고 불린다.
- QCD 물질은 감마선 폭발의 붕괴체 내부에 존재할 수 있으며, 이 곳에서는 6.7 × 1013 K에 달하는 높은 온도가 발생할 수 있다.

현재 이러한 천체의 예상되는 특성을 가진 별은 관측되지 않았지만, 거대한 중성자별의 핵에 쿼크 물질이 존재한다는 일부 증거가 제시되었다.
- 기묘체. 이것들은 이론적으로 가정되지만 아직 관측되지 않은, 거의 동일한 양의 위 쿼크, 아래 쿼크, 기묘 쿼크로 구성된 기묘 물질 덩어리이다. 기묘체는 은하계 고에너지 입자 흐름에 존재한다고 가정되므로 이론적으로 지구의 우주선에서 감지될 수 있어야 하지만, 확실하게 감지된 기묘체는 없다.[8][9]
- 우주선 충돌. 우주선은 고도로 가속된 원자핵을 포함한 다양한 입자, 특히 철 핵으로 구성된다.

실험실 실험에 따르면 대기 상층부의 무거운 비활성 기체 핵과의 불가피한 상호작용은 쿼크-글루온 플라스마 형성을 유도할 수 있다.
- 중입자수가 약 300을 넘는 쿼크 물질은 핵 물질보다 더 안정적일 수 있다. 이러한 형태의 중입자 물질은 안정성의 섬을 형성할 수도 있다.[10]

### 실험실 실험

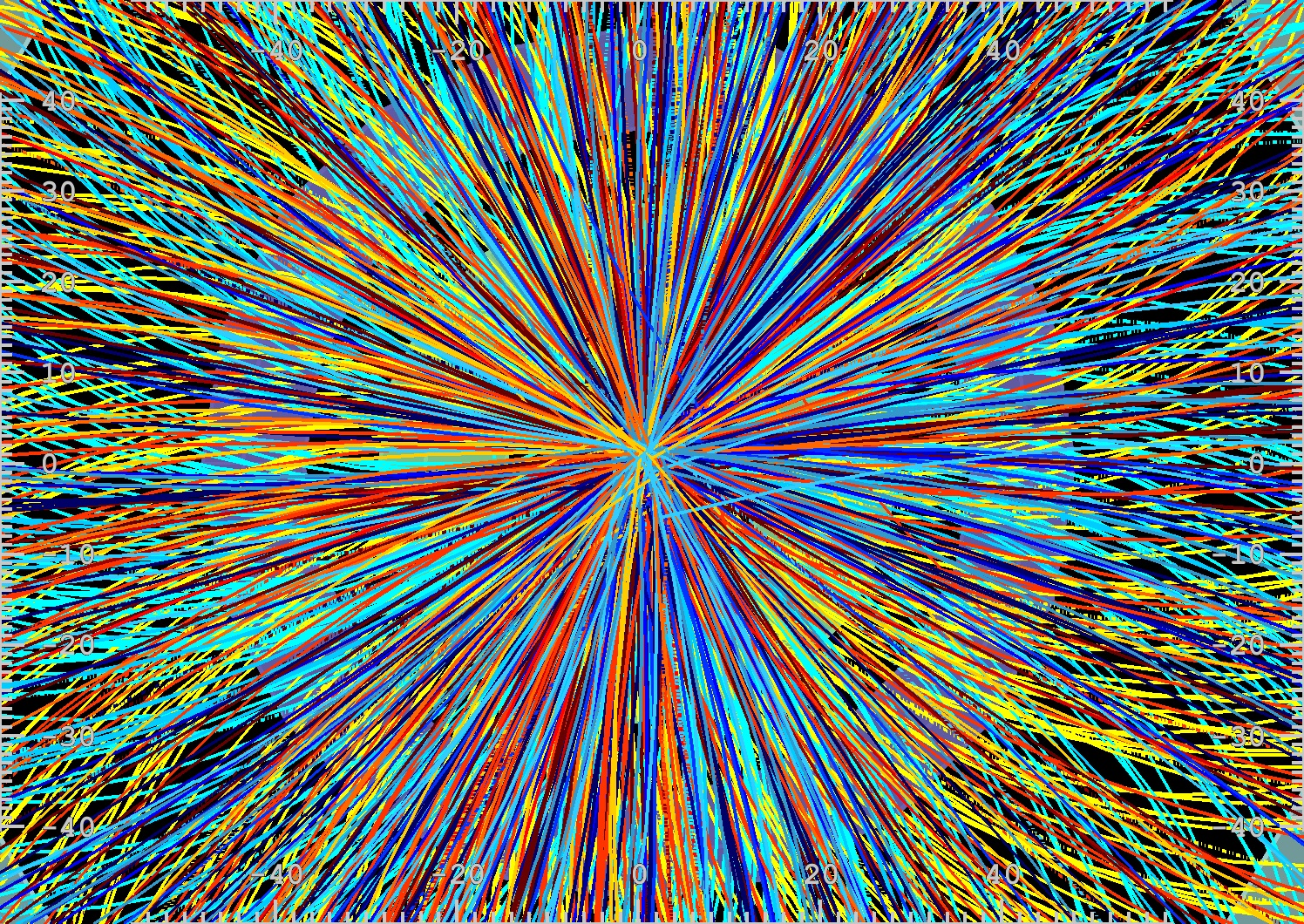
ALICE 검출기로 기록된 LHC에서의 첫 납 이온 충돌 중 하나에서 나온 입자 잔해 궤적. 충돌 지점에서 쿼크 물질의 극히 짧은 출현은 궤적 통계에서 추론된다.

쿼크-글루온 플라스마는 매우 극단적인 온도 및 압력 조건에서만 발생할 수 있지만, CERN의 LHC 및 브룩헤이븐 국립연구소의 RHIC와 같은 입자 가속기에서 활발히 연구되고 있다.
이러한 충돌에서 플라스마는 자발적으로 붕괴되기 전까지 매우 짧은 시간 동안만 발생한다. 플라스마의 물리적 특성은 대형 입자 검출기로 충돌 영역에서 방출되는 잔해를 검출하여 연구된다.
매우 높은 에너지에서의 중이온 충돌은 20마이크로초 된 우주의 에너지 밀도와 비슷한 작은, 짧은 시간 존재하는 공간 영역을 생성할 수 있다. 이는 납 핵과 같은 무거운 핵을 고속으로 충돌시켜 달성되었으며, 쿼크-글루온 플라스마 형성의 첫 주장은 2000년 2월 CERN의 SPS 가속기에서 나왔다.
이 연구는 미국 RHIC와, 2010년부터는 스위스와 프랑스 국경 지역에 위치한 유럽 CERN의 LHC와 같은 더 강력한 가속기에서 계속되었다. RHIC에서도 쿼크-글루온 플라스마가 생성되었다는 좋은 증거가 있다.

## 열역학
쿼크 물질의 열역학을 이해하기 위한 맥락은 6가지 다른 맛의 쿼크와 전자 및 중성미자와 같은 렙톤을 포함하는 입자 물리학의 표준 모형이다. 이들은 강한 상호작용, 전자기학을 통해 상호작용하며, 또한 한 쿼크 맛이 다른 맛으로 변환될 수 있도록 하는 약한 상호작용을 통해 상호작용한다. 전자기적 상호작용은 전하를 띠는 입자들 사이에서 발생하며, 강한 상호작용은 색전하를 띠는 입자들 사이에서 발생한다.
쿼크 물질의 정확한 열역학적 처리는 물리적 맥락에 따라 달라진다. 장기간 존재하는 대량의 물질( "열역학적 극한")의 경우, 표준 모형에서 보존되는 전하가 쿼크 수(중입자 수와 동일), 전하, 8가지 색전하 및 렙톤 수뿐이라는 사실을 고려해야 한다. 각각은 관련 화학 퍼텐셜을 가질 수 있다. 그러나 대량의 물질은 전기적으로나 색적으로 중성이어야 하며, 이는 전기 및 색 전하 화학 퍼텐셜을 결정한다. 이로 인해 쿼크 화학 퍼텐셜, 렙톤 화학 퍼텐셜 및 온도로 매개변수화되는 3차원 위상 공간이 남는다.
밀집성에서 쿼크 물질은 수백만 년 동안 수 입방 킬로미터를 차지하므로 열역학적 극한이 적절하다. 그러나 중성미자는 탈출하여 렙톤 수를 위반하므로 밀집성 내 쿼크 물질의 위상 공간은 온도(T)와 쿼크 수 화학 퍼텐셜 μ의 두 가지 차원만 가진다. 기묘체는 부피가 크다는 열역학적 극한에 있지 않으므로 이국적인 핵과 같다. 이는 전하를 가질 수 있다.
중이온 충돌은 큰 부피나 긴 시간의 열역학적 극한에 속하지 않는다. 열역학이 적용될 만큼 충분히 평형에 도달했는지 여부에 대한 문제는 차치하고라도, 약한 상호작용이 발생할 만큼 충분한 시간이 없으므로 맛은 보존되며, 6가지 쿼크 맛 모두에 대해 독립적인 화학 퍼텐셜이 존재한다. 초기 조건(충돌의 충돌 매개변수, 충돌하는 핵에 있는 위 쿼크 및 아래 쿼크의 수, 그리고 다른 맛의 쿼크를 포함하지 않는다는 사실)이 화학 퍼텐셜을 결정한다. (이 섹션의 참고 문헌:).

## 상평형 그림

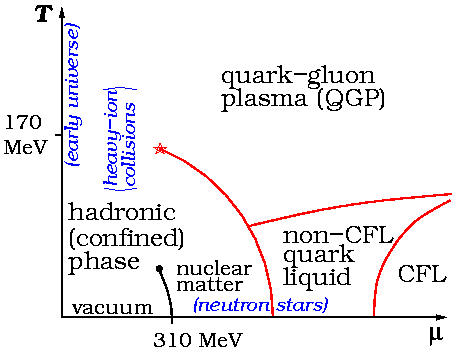
QCD 물질의 상평형 그림의 추정 형태. 수직축은 온도, 수평축은 쿼크 화학 퍼텐셜이며, 모두 메가전자볼트 단위이다.

초고밀도에서 유효한 엄격한 이론적 계산과 소수의 초상대론적 중이온 충돌 실험을 기반으로, 오른쪽 그림과 같이 쿼크 물질의 상평형 그림의 개요가 그려졌다. 이는 중성자별의 핵을 이해하는 데 중요하다. 여기서 유일하게 관련 있는 열역학적 퍼텐셜은 쿼크 화학 퍼텐셜 μ와 온도 T이다.
참고를 위해 중이온 충돌 및 초기 우주에서 μ와 T의 일반적인 값도 보여준다. 화학 퍼텐셜 개념에 익숙하지 않은 독자를 위해 μ를 시스템 내 쿼크와 반쿼크 간의 불균형 척도로 생각하는 것이 도움이 된다. μ가 높을수록 반쿼크보다 쿼크에 대한 편향이 강하다는 의미이다. 저온에서는 반쿼크가 없으며, 이때 μ가 높을수록 일반적으로 쿼크 밀도가 높아진다.
우리가 아는 일반적인 원자 물질은 사실 혼합 상으로, 핵 물질(핵) 방울이 진공으로 둘러싸여 있으며, 이는 μ = 310 MeV, T가 거의 0에 가까운 진공과 핵 물질 사이의 저온 상 경계에 존재한다. 온도를 낮게 유지하면서 쿼크 밀도를 증가시키면(즉, μ를 증가시키면) 점점 더 압축된 핵 물질의 상으로 이동한다. 이 경로를 따르는 것은 중성자별 내부로 점점 더 깊이 파고드는 것에 해당한다.
결국, 알 수 없는 임계 μ 값에서 쿼크 물질로의 전이가 일어난다. 초고밀도에서는 색-맛 잠김(CFL) 상의 색 초전도 쿼크 물질을 발견할 것으로 예상된다. 중간 밀도에서는 현재 성격이 알려지지 않은 다른 상들(그림에서 "비-CFL 쿼크 액체"로 표시됨)을 예상한다. 이들은 다른 형태의 색 초전도 쿼크 물질이거나 완전히 다른 것일 수도 있다.
이제 위상 다이어그램의 왼쪽 하단 모서리, μ = T = 0인 진공에서 시작한다고 상상해 보자. 반쿼크에 대한 쿼크의 선호를 도입하지 않고 시스템의 온도를 높이면 T 축을 따라 수직으로 위쪽으로 이동하는 것에 해당한다. 처음에는 쿼크가 여전히 갇혀 있고 파이온으로 이루어진 기체(대부분 파이온)를 생성한다. 그런 다음 T = 150 MeV 근처에서 쿼크-글루온 플라스마로의 교차 전이가 일어난다. 열 요동이 파이온을 분해하고, 쿼크, 반쿼크, 글루온 및 광자, 전자, 양전자 등과 같은 더 가벼운 입자로 이루어진 기체를 발견한다. 이 경로를 따르는 것은 시간을 거슬러(말하자면) 대폭발 직후의 우주 상태로 이동하는 것에 해당한다(여기서는 반쿼크에 대한 쿼크의 선호가 매우 미미했다).
핵 물질/쿼크 물질 전이에서 상승하여 T축을 향해 구부러진 후 끝이 별표로 표시된 선은 갇힌 상과 갇히지 않은 상 사이의 추정 경계이다. 최근까지는 카이랄 대칭이 깨진 상(저온 및 저밀도)과 깨지지 않은 상(고온 및 고밀도) 사이의 경계로도 여겨졌다. 이제 CFL 상이 카이랄 대칭 깨짐을 나타내고 다른 쿼크 물질 상도 카이랄 대칭을  트릴 수 있다는 것이 알려져 있으므로 이것이 정말 카이랄 전이선인지는 분명하지 않다. 이 선은 이 그림에서 별표로 표시된 "카이랄 임계점"에서 끝난다. 이 점은 임계 유백 현상과 유사한 놀라운 물리적 현상이 예상되는 특정 온도 및 밀도이다. (이 섹션의 참고 문헌:).
상평형 그림을 완벽하게 설명하려면 양자 색역학(QCD)과 같은 기본 이론에서 조밀하고 강하게 상호작용하는 강입자 물질과 강하게 상호작용하는 쿼크 물질을 완전히 이해해야 한다. 그러나 이러한 설명은 QCD의 비섭동 영역에 대한 적절한 이해를 필요로 하며, 이는 아직 완전히 이해되지 않았기 때문에 어떠한 이론적 발전도 매우 어렵다.

## 이론적 난제: 계산 기법
쿼크 물질의 위상 구조는 쿼크 물질의 특성을 예측하는 계산을 수행하기 어렵기 때문에 대부분 추측으로 남아 있다. 그 이유는 쿼크 간의 지배적인 상호작용을 설명하는 이론인 QCD가 물리적으로 가장 관심 있는 밀도와 온도에서 강하게 결합되어 있어 예측을 얻기가 매우 어렵기 때문이다. 다음은 몇 가지 표준 접근 방식에 대한 간략한 설명이다.

### 격자 게이지 이론
현재 사용 가능한 유일한 기본 원리 계산 도구는 격자 QCD, 즉 무차별적인 컴퓨터 계산이다. 페르미온 사인 문제로 알려진 기술적 장애물 때문에 이 방법은 저밀도 및 고온(μ < T)에서만 사용할 수 있으며, 쿼크-글루온 플라스마로의 교차 전이가 약 T = 150 MeV에서 발생할 것이라고 예측한다. 그러나 고밀도 및 저온에서 흥미로운 색 초전도 위상 구조를 조사하는 데는 사용할 수 없다.

### 약결합 이론
QCD는 점근적으로 자유하기 때문에 비현실적으로 높은 밀도에서는 약하게 결합되며, 도표 방법이 사용될 수 있다. 이러한 방법들은 CFL 상이 매우 높은 밀도에서 발생함을 보여준다. 그러나 고온에서는 도표 방법이 아직 완전히 통제되지 않는다.

### 모델
어떤 상이 발생할 수 있는지 대략적인 아이디어를 얻기 위해 QCD와 동일한 속성을 일부 가지고 있지만 조작하기 더 쉬운 모델을 사용할 수 있다. 많은 물리학자들이 글루온을 포함하지 않고 강한 상호작용을 사페르미온 상호작용으로 대체하는 남부-요나-라시니오 모델을 사용한다. 평균장 방법은 상을 분석하는 데 일반적으로 사용된다. 또 다른 접근 방식은 주머니 모형으로, 이는 갇힘 효과를 갇히지 않은 쿼크 물질에 불이익을 주는 가산 에너지 밀도로 시뮬레이션한다.

### 유효 이론
많은 물리학자들은 미시적 접근 방식을 포기하고 예상되는 상에 대해 (아마도 NJL 모델 결과를 기반으로) 정보에 입각한 추측을 한다. 각 상에 대해 그들은 소수의 매개변수를 사용하여 저에너지 여기(excitation)에 대한 유효 이론을 작성하고, 그 매개변수를 실험적 관찰을 통해 고정할 수 있는 예측을 하는 데 사용한다.

### 기타 접근 방식
QCD를 밝히는 데 사용되는 다른 방법들이 있지만, 여러 가지 이유로 쿼크 물질 연구에 아직 유용한 결과를 내지 못하고 있다.

#### 1/N 전개
실제로는 3인 색의 수 N을 큰 수로 취급하고, 1/N의 거듭제곱으로 전개한다. 고밀도에서는 고차 보정이 크고, 전개가 오해의 소지가 있는 결과를 낳는 것으로 밝혀졌다.

#### 초장론
이론에 스칼라 쿼크(스쿼크)와 페르미온 글루온(글루이노)을 추가하면 이론이 더 다루기 쉬워지지만, 쿼크 물질의 열역학은 오직 페르미온만이 쿼크 수를 가질 수 있다는 사실과 일반적으로 자유도의 수에 결정적으로 의존한다.

## 실험적 난제
실험적으로 쿼크 물질의 상평형 그림을 그리는 것은 어렵다. 상대론적 중이온 충돌을 실험 도구로 사용하여 실험실에서 충분히 높은 온도와 밀도를 조절하는 방법을 익히기가 매우 어려웠기 때문이다. 그러나 이러한 충돌은 궁극적으로 강입자 물질에서 QGP로의 전이에 대한 정보를 제공할 것이다. 밀집별의 관측이 고밀도 저온 영역에 대한 정보를 제한할 수도 있다고 제안되었다. 이 별들의 냉각, 자전 속도 감소, 세차 운동 모델은 내부의 관련 특성에 대한 정보를 제공한다. 관측이 더 정밀해짐에 따라 물리학자들은 더 많은 것을 알게 될 것이라고 기대한다.
미래 연구의 자연스러운 주제 중 하나는 카이랄 임계점의 정확한 위치를 찾는 것이다. 일부 야심 찬 격자 QCD 계산은 이에 대한 증거를 발견했을 수도 있으며, 미래의 계산은 상황을 명확히 할 것이다. 중이온 충돌은 실험적으로 그 위치를 측정할 수 있을지 모르지만, 이를 위해서는 다양한 μ 및 T 값에 걸쳐 스캔해야 할 것이다.

## 증거
2020년, 질량이 약 2M⊙인 중성자별의 핵이 쿼크 물질로 구성되었을 가능성이 높다는 증거가 제시되었다. 그들의 결과는 중력파 검출기로 측정된 중성자별 병합 동안의 중성자별 조석 변형성을 기반으로 했으며, 이는 별 반경 추정치와 별 핵의 압력 및 에너지 밀도 간의 상태 방정식 계산과 결합되었다. 이 증거는 강력한 암시였지만 쿼크 물질의 존재를 결정적으로 입증하지는 못했다.

## 같이 보기
- 색-맛 잠김
- 격자 양자 색역학
- 양자 색역학
- 쿼크-글루온 플라스마
- 쿼크별
- SU(2) 색 초전도 현상
- 기묘 물질
- 기묘함과 쿼크-글루온 플라스마
- 1/N 전개